# Хонгконг на Светском првенству у атлетици на отвореном 2011.
Хонгконг је учествовао на 13. Светском првенству у атлетици на отвореном 2011. одржаном у Тегу од 27. августа до 4. септембра тринаести пут, односно учествовао је на свим првенствима до данас. Хонгконг је пријавио 2 такмичара (1 мушкарац и 1 жена) који су такмичили у 2 дисциплине (1 мушка и 1 женска).,
На овом првенству Хонгконг није освојио ниједну медаљу нити је остварен неки рекорд.

## Учесници
| Мушкарци: - Чи Хо Цуи — 100 м | Жене: - Пун Пак Јан — 100 м препоне |

## Резултати

### Мушкарци
| Атлетичар | Дисциплина | Лични рекорд | Предтакмичење | Предтакмичење | Квалификације | Квалификације | Полуфинале           | Полуфинале           | Финале               | Финале       | Детаљи |
| Атлетичар | Дисциплина | Лични рекорд | Резултат      | Место         | Резултат      | Место         | Резултат             | Место                | Резултат             | Место        | Детаљи |
| --------- | ---------- | ------------ | ------------- | ------------- | ------------- | ------------- | -------------------- | -------------------- | -------------------- | ------------ | ------ |
| Чи Хо Цуи | 100 м      | 10,28        | 10,45 КВ      | 1. у гр. 2    | 10,65         | 7. у гр. 7    | Није се квалификовао | Није се квалификовао | Није се квалификовао | 44 / 71 (75) |        |

### Жене
| Атлетичарка | Дисциплина    | Лични рекорд | Квалификације | Квалификације | Полуфинале            | Полуфинале            | Финале                | Финале       | Детаљи |
| Атлетичарка | Дисциплина    | Лични рекорд | Резултат      | Место         | Резултат              | Место                 | Резултат              | Место        | Детаљи |
| ----------- | ------------- | ------------ | ------------- | ------------- | --------------------- | --------------------- | --------------------- | ------------ | ------ |
| Пун Пак Јан | 100 м препоне | 13,92        | 14,04         | 7. у гр. 5    | Није се квалификовала | Није се квалификовала | Није се квалификовала | 36 / 38 (39) |        |